# امپراتور جونز (فیلم ۱۹۳۳)
«امپراتور جونز» (انگلیسی: The Emperor Jones) فیلمی در ژانر درام به کارگردانی ویلیام سی. دومیل است که در سال ۱۹۳۳ منتشر شد. از بازیگران آن می‌توان به پل رابسون، بیلی هالیدی و رکس اینگرام اشاره کرد.